# Pentaquark

Die fünf beteiligten Quarks des 2015 entdeckten Pentaquarks (uudcc̅). Die Farbladungen sind willkürlich gewählt.

Pentaquarks (von altgriechisch πέντε pente „fünf“), ein Begriff der Teilchenphysik, sind exotische Baryonen aus fünf Quarks und mit einer Baryonenzahl von +1 bzw. -1.

## Allgemeines
Pentaquarks werden, wie alle aus Quarks aufgebauten Gebilde, von der starken Kernkraft zusammengehalten. Wie alle Hadronen sind sie farbneutral. Sie setzen sich zusammen aus vier Quarks und einem Antiquark (Baryonenzahl insgesamt +1) oder vier Antiquarks und einem Quark (Baryonenzahl insgesamt −1). Außerdem ist ihr Spin halbzahlig, daher sind sie Fermionen.
In ihren physikalischen Eigenschaften sind Pentaquarks anderen Baryonen wie dem Proton und Neutron ähnlicher als den Mesonen, die ebenfalls sowohl Quarks als auch Antiquarks enthalten, aber Bosonen sind.

## Namensgebung
Pentaquarks werden nach Vorgaben der Particle Data Group mit dem Großbuchstaben P bezeichnet, mit Ladung als oberem Index, Flavour als unterem, gefolgt von der Masse (in MeV/c2) in Klammern sowie Spin und Parität, also gemäß dem Schema {\displaystyle P_{c}^{+}({\text{nnnn}})J^{P}}. Allerdings ist es auch üblich, die Ladung als Index hinter die Masse zu schreiben.

## Forschungsgeschichte

### Vorhersage der Existenz
Die Existenz von Teilchen mit fünf Quarks war bereits 1964 von Murray Gell-Mann vorhergesagt worden. 1987 wurden sie von Harry J. Lipkin „Pentaquarks“ genannt. 1997 machten Dmitri Diakonov, V. A. Petrov und Maxim Polyakov eine – von anderen Teilchenphysikern skeptisch aufgenommene – konkrete Vorhersage eines Teilchens mit einer ungewöhnlich hohen Lebensdauer, die zu einer sehr kleinen und daher deutlich zu beobachtenden totalen Zerfallsbreite von lediglich 30 MeV führen würde. Die Masse sollte 1530 MeV betragen.
Unter Anwendung von Gittereichtheorien der Quantenchromodynamik sind mithilfe von Computersimulationen weitere Vorhersagen über Eigenschaften der Pentaquarks versucht worden. Allerdings sind diese theoretischen Ansätze noch nicht sehr fortgeschritten, und verschiedene Forschungsgruppen kamen zu widersprüchlichen Ergebnissen.

### Unsichere Meldungen über die Entdeckung
Die erste experimentelle Beobachtung des Θ+ wurde im Juli 2003 von Takashi Nakano von der Universität Osaka (Japan) gemeldet und von Ken Hicks am Jefferson Laboratory, Virginia, USA, bestätigt. Diese überraschende Entdeckung führte zu einer Welle von Untersuchungen bereits existierender Daten nach Anzeichen für das Pentaquark. Innerhalb von wenigen Monaten meldeten etwa ein Dutzend verschiedene Gruppen, ebenfalls Evidenz für das Θ+ entdeckt zu haben. Einige Gruppen behaupteten sogar, weitere Pentaquarks nachweisen zu können.
Allerdings tauchten auch Zweifel sowohl theoretischer als auch experimenteller Natur an den Ergebnissen auf. Etwa ein Dutzend andere experimentelle Gruppen haben keinerlei Hinweise auf die Existenz des Θ+ gefunden. Außerdem fanden die Experimente unterschiedliche Massen, die teilweise nicht miteinander kompatibel waren. Besonders überraschend war die geringe Zerfallsbreite, die noch deutlich unter dem vorhergesagten Wert von Diakonov, Petrov und Polyakov lag. Das Pentaquark würde damit über 100 Mal länger leben als andere Teilchen mit vergleichbarer Masse.
Die CLAS Collaboration am Jefferson Laboratory in Newport News, Virginia, USA, unter der Leitung von Raffaella de Vita hat schließlich ein gezieltes Experiment zur Untersuchung der Pentaquark-Hypothese unternommen. In dieser bis dahin umfassendsten Untersuchung ergaben sich keinerlei Hinweise auf die Existenz von Pentaquarks. Infolgedessen gehen diese Wissenschaftler davon aus, dass die bisherigen Nachweise von Pentaquarks auf falsch interpretierten Daten beruhen. Diese Arbeit ist in der April-Ausgabe 2005 der Zeitschrift Nature zu finden. Auch die Particle Data Group kommt 2006 und zuletzt 2008 zu der Schlussfolgerung, dass die ersten Meldungen einer Entdeckung 2003/2004 (damals durch mindestens 9 Gruppen in der Nachfolge der Erstentdecker) durch die Mehrzahl der nachfolgenden Experimente, die eine erheblich höhere Statistik aufwiesen, widerlegt waren.
2007 fanden Wissenschaftler der Kollaboration GRAAL beim Beschuss eines Nukleons mit Photonen Hinweise auf einen sehr schmalen Zustand (eine Baryonenresonanz) mit einer relativ hohen Lebensdauer (etwa zehnmal höher als typische Baryonenresonanzen). Er wurde N*(1685) (N-Star) getauft. Die Eigenschaften (Masse, Zerfallsbreite) decken sich mit den theoretischen Vorhersagen für ein Mitglied mit nicht-exotischen Quantenzahlen des minimal möglichen Dekupletts, das das hypothetische Pentaquark umfasst – Voraussagen, die Maxim Polyakov und andere bereits 2004 trafen. Das Experiment, bei dem das N* entdeckt wurde, wurde durch Wissenschaftler am ELSA in Bonn bestätigt.
2013 gab die DIANA-Kollaboration in Moskau bekannt, dass sie Pentaquarks beobachtet habe.

### Die Entdeckung

Feynman-Diagramm des Zerfalls des Lambda-b-Baryon in Kaon und Pentaquark

Am 13. Juli 2015 berichteten Forscher am LHCb-Detektor des Large Hadron Collider von CERN in Genf von der Entdeckung zweier Pentaquarks-Charmonium-Zustände (Pentaquarks mit Beteiligung von Charm- und Anti-Charm-Quarks) beim Zerfall des Lambda-b-Baryons {\displaystyle \Lambda _{b}^{0}\ } in das Kaon {\displaystyle \mathrm {K} ^{-}} und das Pentaquark (uudcc). Die beiden Beobachtungen wiesen jeweils eine statistische Signifikanz von mehr als 9 σ auf, welche die in der Teilchenphysik übliche Schwelle von 5 σ für eine Entdeckung deutlich übersteigen.
Die beiden beobachteten Pentaquark-Charmonium-Zustände Pc(4380)+ und Pc(4450)+ bestehen aus zwei Up-Quarks, einem Down-Quark, einem Charm-Quark und einem Anti-Charm-Quark. Der genaue Bindungsmechanismus der fünf Quarks ist noch unklar: entweder handelt es sich um ein festes Gebilde aus fünf eng beieinander liegenden Quarks oder um eine Art lockeres Gebilde aus drei und zwei eng beieinander liegenden Quarks.
Im März 2019 wurde die Entdeckung weiterer Pentaquarks am LHCb bekannt gegeben. Das neu entdeckte Pc(4312)+ zerfällt demnach in ein J/ψ und ein Proton. Die gemessenen Daten des ursprünglich entdeckten Pc(4450)+ werden nunmehr als Überlagerung zweier einzelnen Pentaquarks, Pc(4440)+ und Pc(4457)+ betrachtet.